# Zoo i ogród botaniczny w Cincinnati
Cincinnati Zoo (ang. Cincinnati Zoo & Botanical Garden) – ogród zoologiczny i botaniczny otwarty w 1875 w Cincinnati w Ohio. Drugi pod względem wieku ogród zoologiczny w Stanach Zjednoczonych.

## Historia
W 1873 powstało towarzystwo Zoological Society of Cincinnati, które dwa lata później otworzyło ogród w Cincinnati. Początkowo kolekcja zwierząt prezentowała osiem małp, dwa niedźwiedzie grizli, trzy jelenie, dwa łosie, sześć szopów, hienę, tygrysa, aligatora, słonia z cyrku i ponad 400 ptaków – łącznie 769 zwierząt.
Najstarszym obiektem na terenie ogrodu jest budynek przeznaczony dla gadów i płazów (1875, ang. Reptile House), oryginalnie wybudowany dla małp. W Cincinnati urodziła się w 1889 pierwsza na półkuli zachodniej żyrafa.
W 1906 otwarto budynek przeznaczony dla słoni, a do 1914 w zoo prezentowany był ostatni żywy okaz gołębia wędrownego o imieniu Martha. W ogrodzie z sukcesem rozmnożyły się także goryle (1970), słonie indyjskie (1998), nosorożce sumatrzańskie (2001) oraz okapi (2020).
Roczna liczba zwiedzających w 2013 wyniosła 1,4 mln osób.

## Galeria

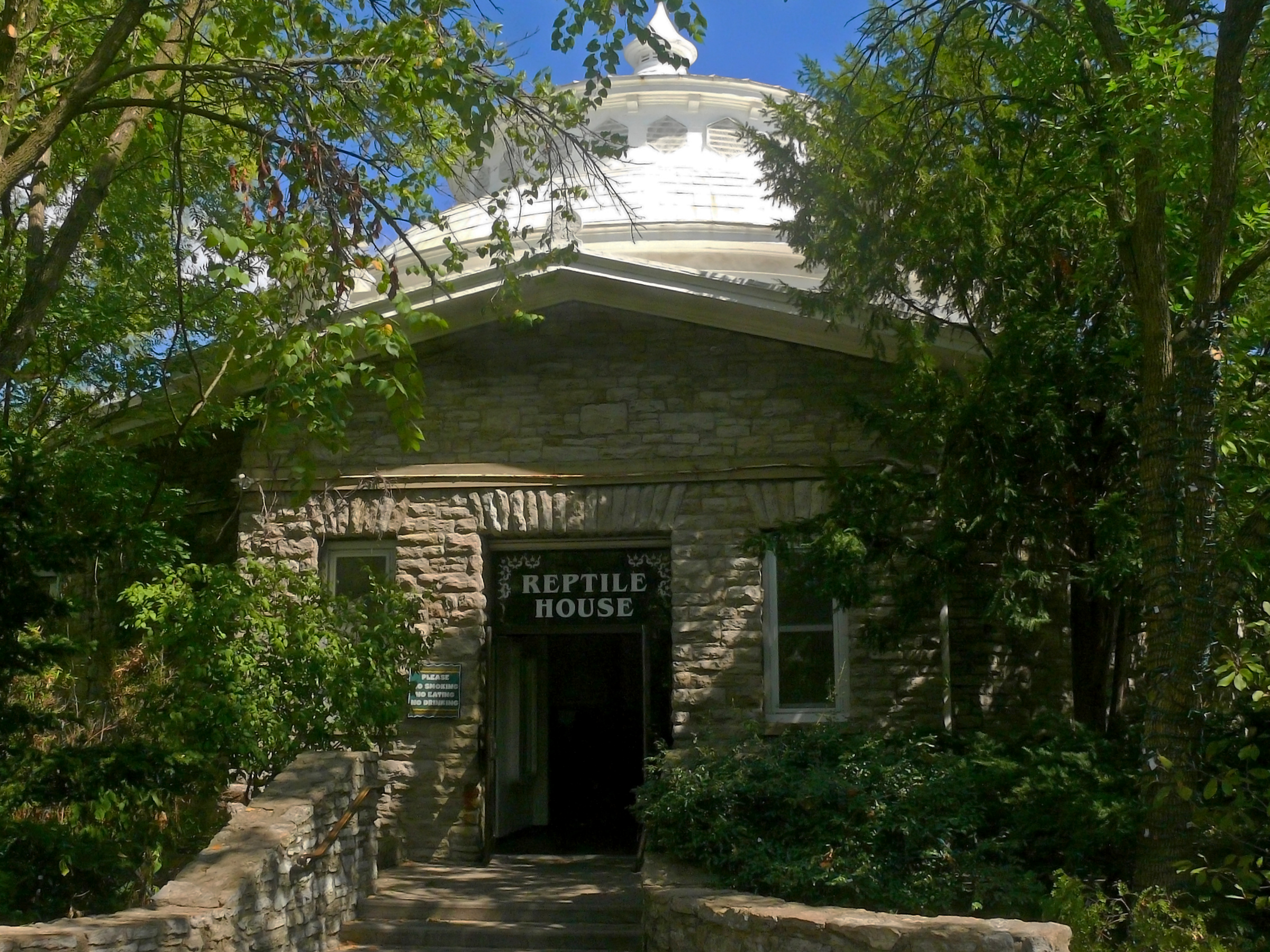
Najstarszy budynek w ogrodzie z 1875
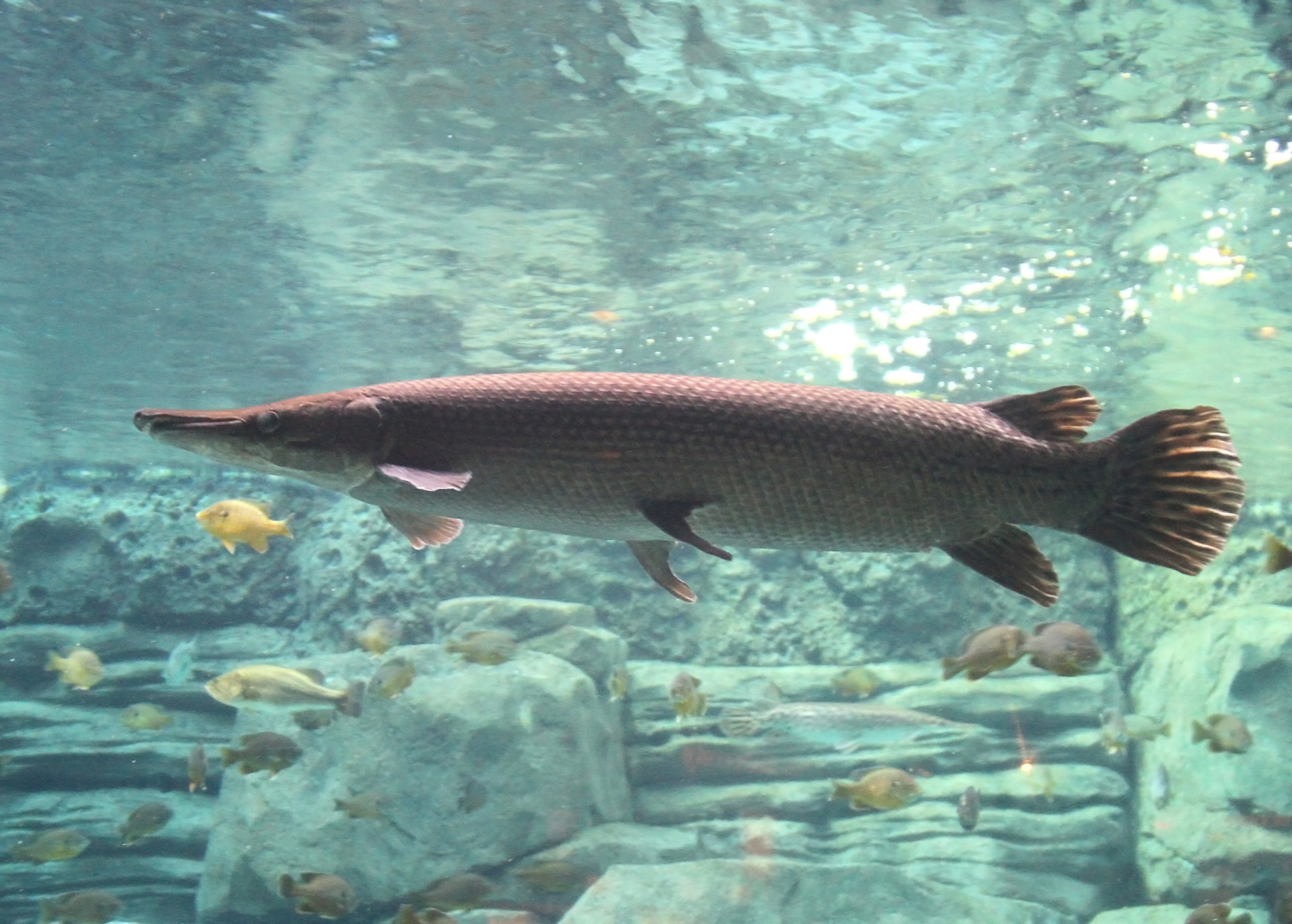
Niszczuka krokodyla (Atractosteus spatula)
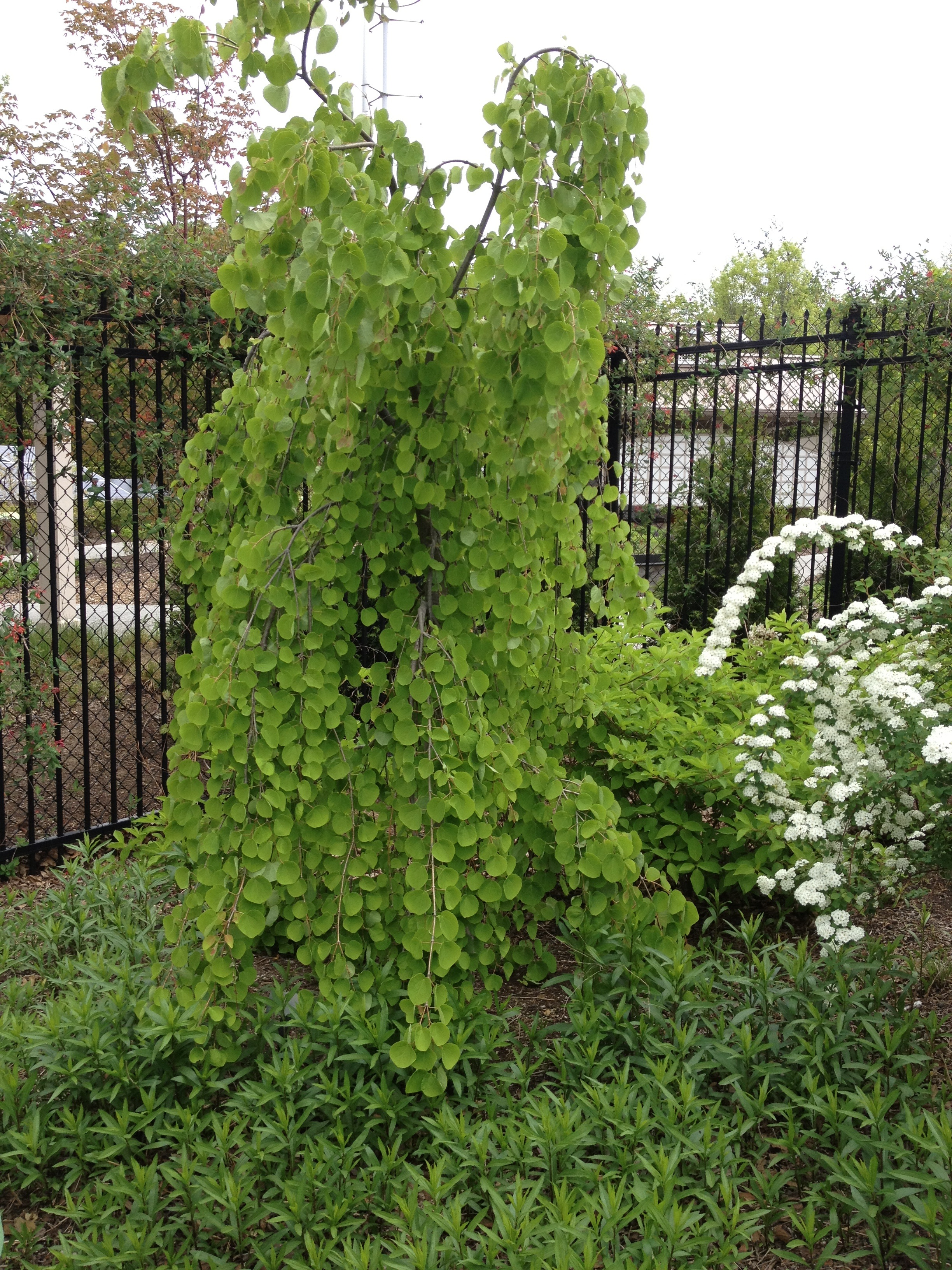
Grójecznik (Cercidiphyllum)
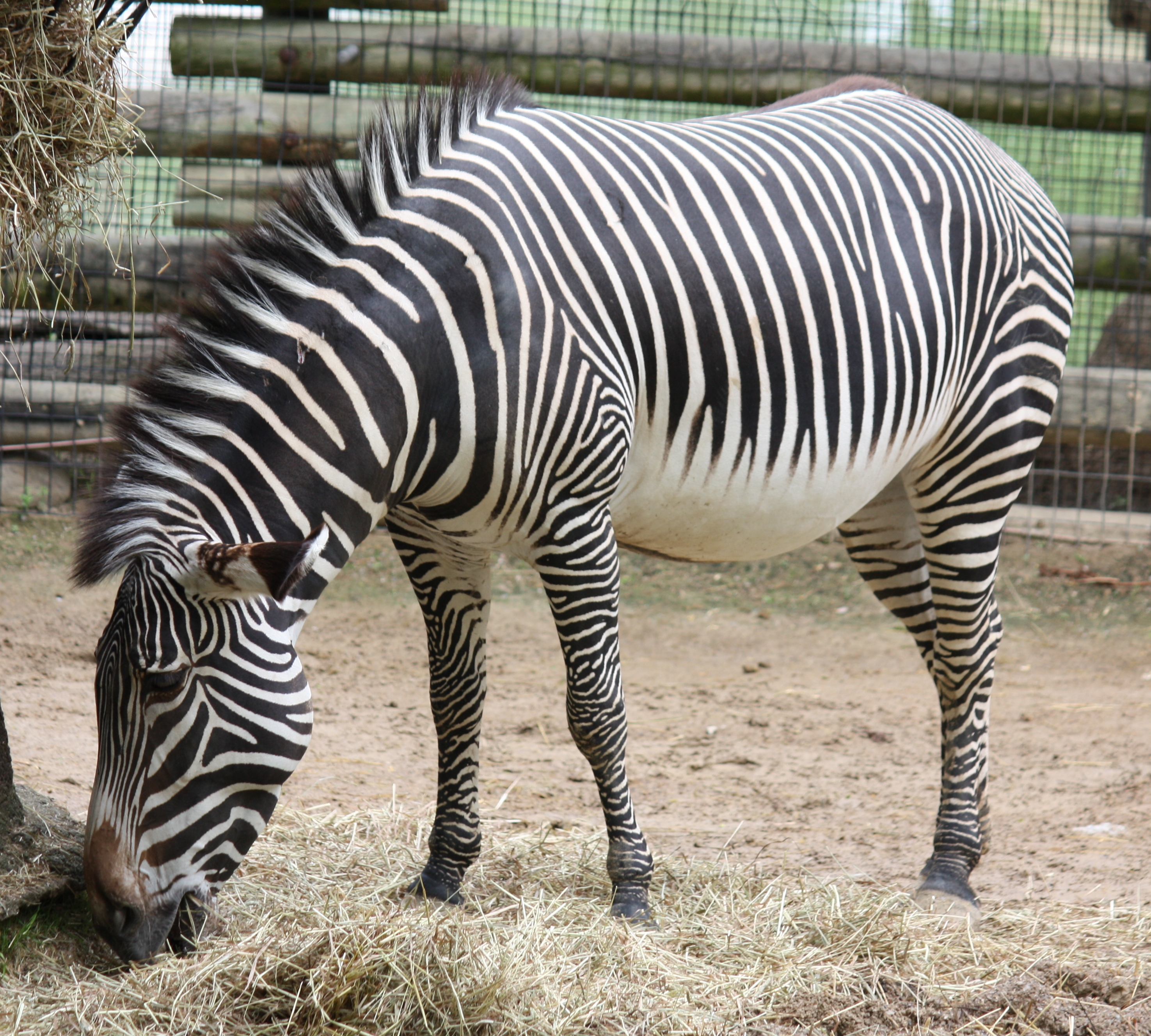
Zebra Greavy`ego (Equus grevyi)
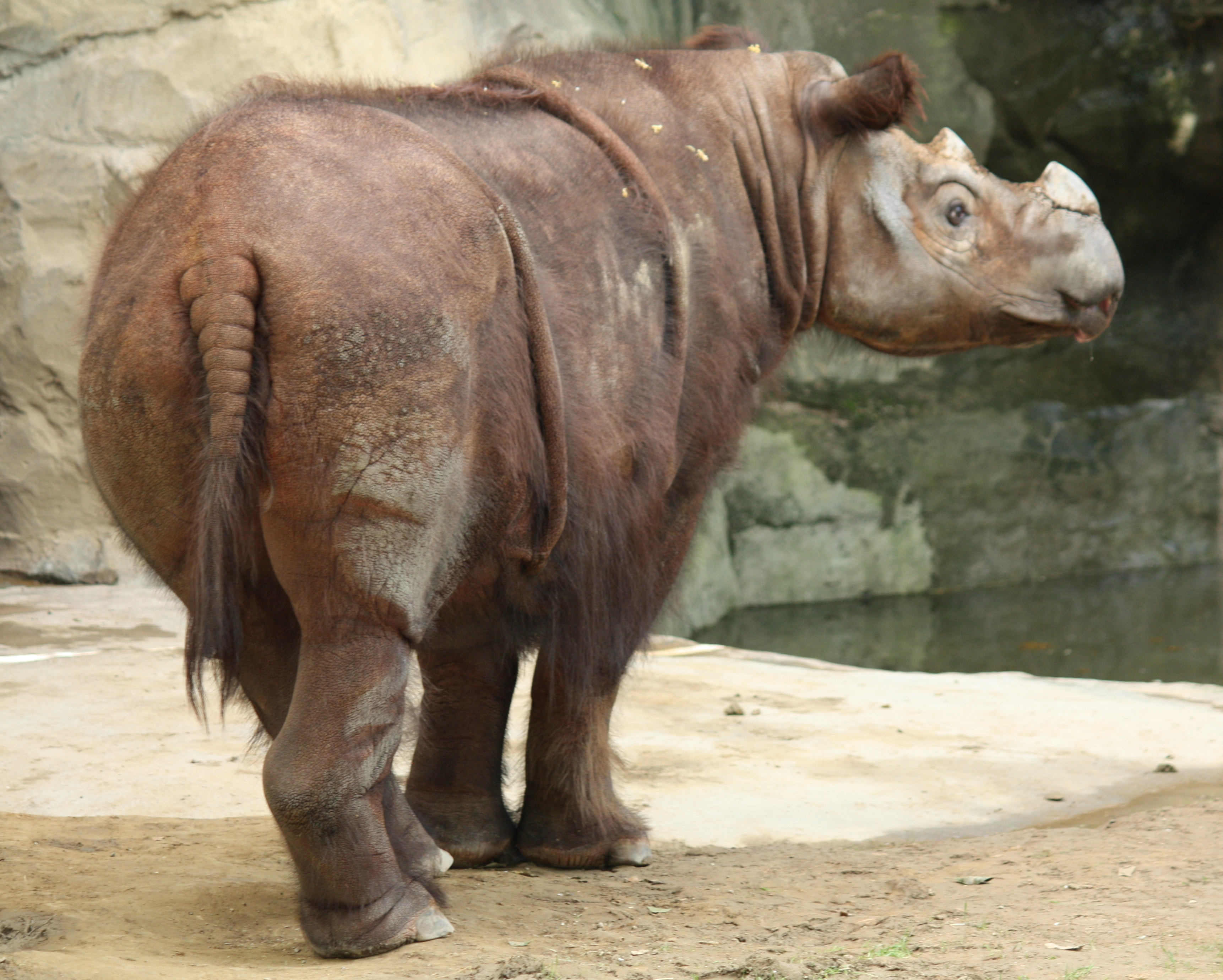
Nosorożec sumatrzański (Dicerorhinus sumatrensis)
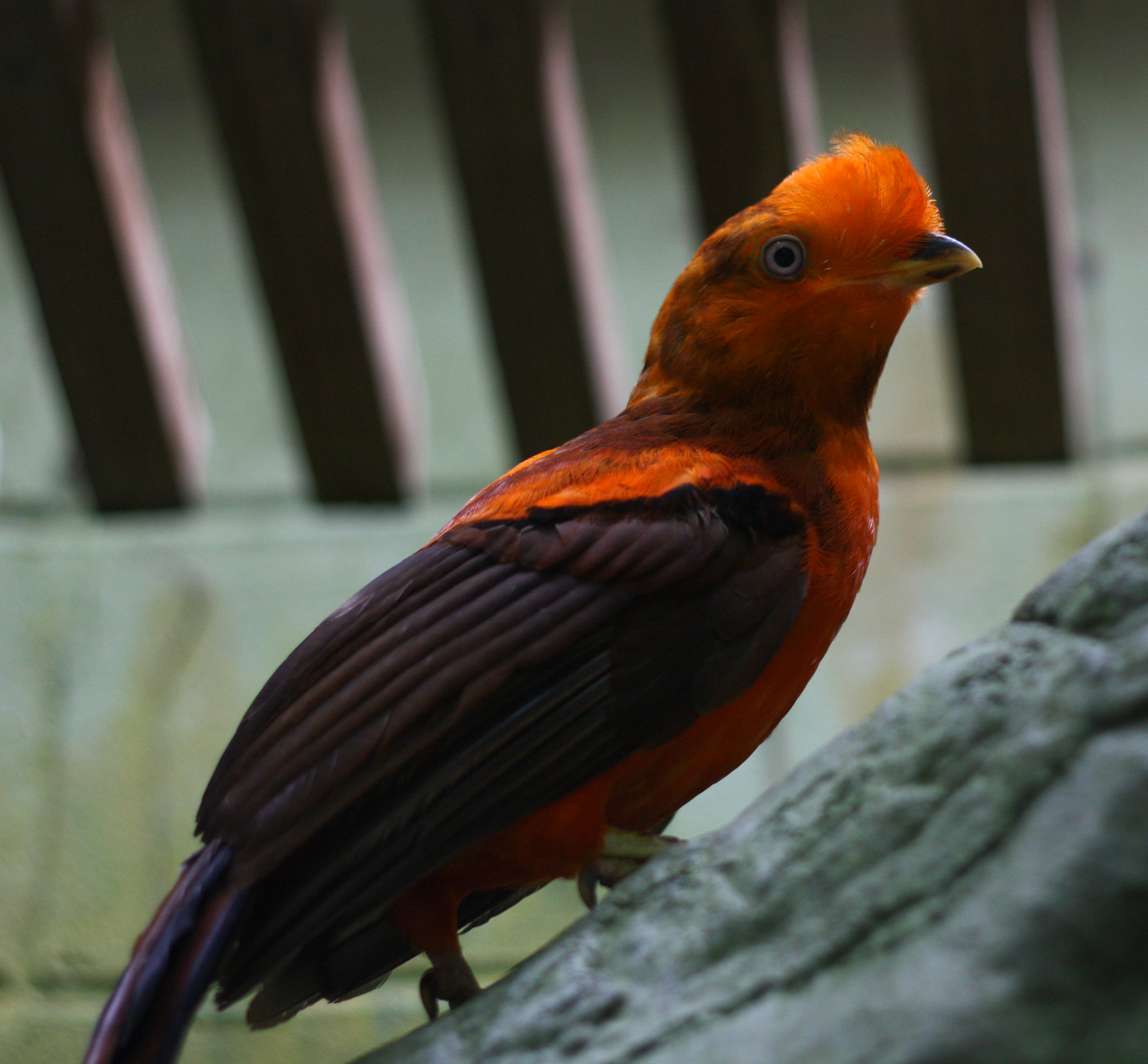
Skalikurek andyjski (Rupicola peruvianus)